# Hedemora tingslag
Hedemora tingslag var ett tingslag i sydöstra Dalarna i Kopparbergs län. År 1934 hade tingslaget 19 788 invånare på en yta av 1 256 km², varav land 1 134. Tingsplats var Hedemora. 
Tingslaget bildades 1680, i perioden från 1860 till 1907 ingick området i Hedemora och Garpenbergs tingslag. Den 1 september 1907 återbildades Hedemora tingslag genom sammanslagning av Hedemora och Garpenbergs tingslag, Husby tingslag, Stora Skedvi tingslag och Säters tingslag. Tingslaget utökades 1937 då Hedemora rådhusrätt och Säters rådhusrätt upphörde, och städerna lades in i detta tingslag. Före 1860 fanns ett tingslag med detta namn som omfattade enbart Hedemora socken.   
Tingslaget upplöstes 1971 och övergick till Hedemora domsaga som 2001 uppgick i Falu domkrets. 
Tingslaget hörde från 1858 till Hedemora domsaga som även omfattade Folkare tingslag.

## Socknar
Tingslaget omfattade från 1907 följande socknar:

- Garpenbergs socken
- Hedemora socken
- Husby socken
- Stora Skedvi socken
- Säters socken